# مسابقات فرمول یک فصل ۱۹۹۳
مسابقات فرمول یک فصل ۱۹۹۳ در سال ۱۹۹۳ میلادی برگزار شد. در این مسابقات آلین پراست (به انگلیسی: Alain Prost) از تیم ویلیامز و با خودروی رنو به قهرمانی رسید وی که در آغاز مسابقه در خط ۱۳ قرار داشت، بهترین زمان خود را در دور ۶ به دست آورد و در مجموع صاحب ۹۹ امتیاز شد.